# Douglas DC-1
El Douglas DC-1 fue un monoplano bimotor de transporte comercial fabricado por la compañía estadounidense Douglas Aircraft Company en 1933. Este aparato fue el primer modelo de avión producido por la división Douglas Commercial de la compañía (de ahí su acrónimo, DC), y el antecesor del DC-2 y de los millares de DC-3 que equiparon posteriormente a numerosas fuerzas aéreas y compañías comerciales.

## Historia
Precedentes

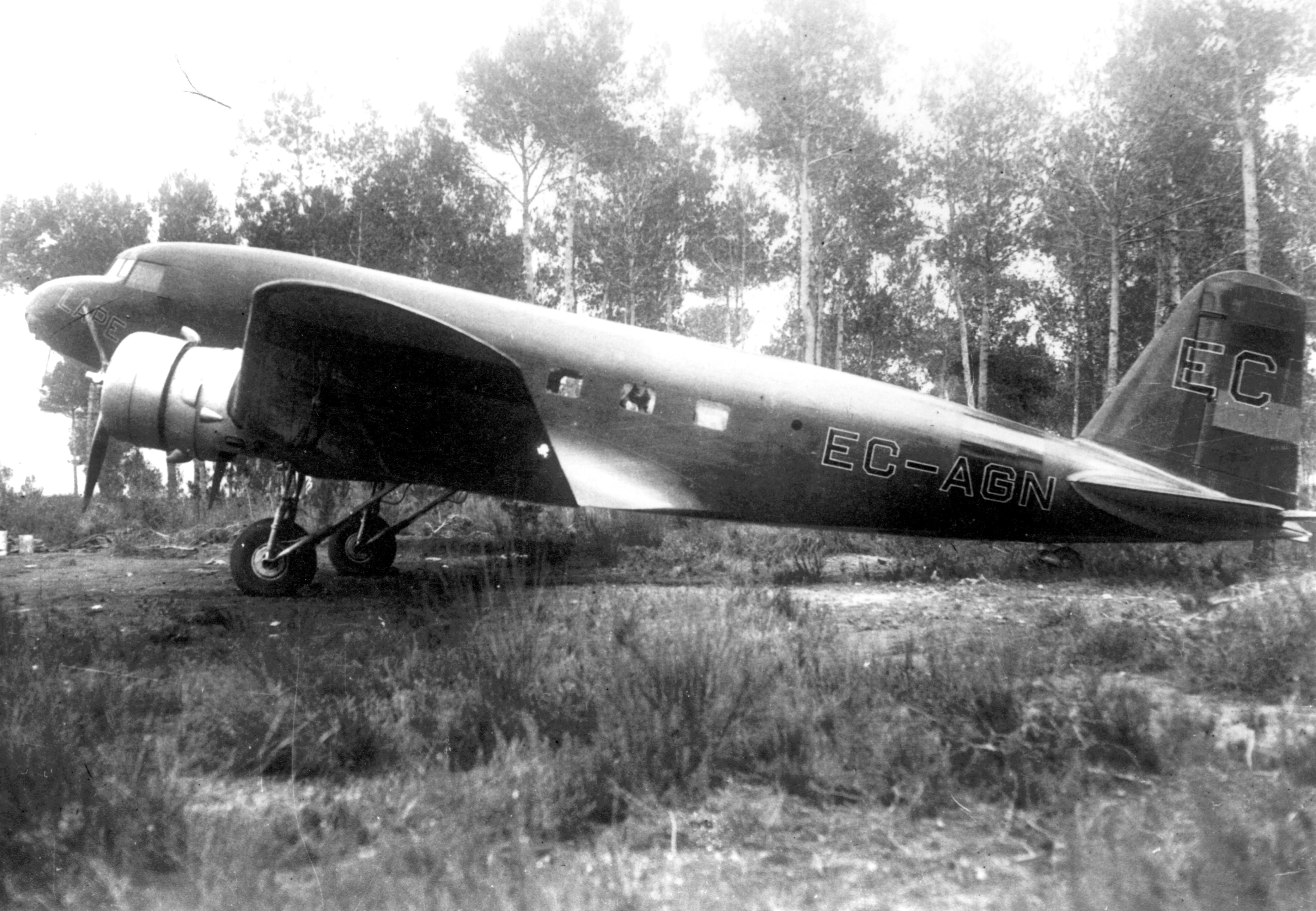
DC-1 EC-AGN de LAPE durante la guerra civil española

El desarrollo del avión DC-1 surgió a consecuencia del accidente el 31 de marzo de 1931 de un trimotor Fokker F.10 construido en la factoría de Fokker Aircraft Corporation en New Jersey perteneciente a la aerolínea  Transcontinental & Western Air -predecesora de Trans World Airlines - . Poco más de una hora después de despegar de Kansas City, una de las alas del avión se rompió en pleno vuelo; el avión se estrelló un campo de trigo cerca de Bazaar, Kansas  muriendo las ocho personas a bordo, incluido el muy popular entrenador (coach) del equipo de Football Notre Dame Fighting Irish, Knute Rockne. 
La inesperada muerte de Rockne sorprendió a la nación y desencadenó una manifestación nacional de dolor, comparable a la muerte de un presidente. El presidente Herbert Hoover calificó la muerte de Rockne como "una pérdida nacional". A todo ello, a los efectos de la Gran Depresión se unió la mala publicidad generada en torno al accidente por lo que el usuario era remiso en volar en aviones Fokker fue la causa del cese de actividades y de la adquisición de la firma por General Motors y renombrada posteriormente General Aviation como una filial de GMC.
La posterior, y exhaustiva investigación, descubrió que en el ala se había filtrado agua entre las capas del laminado (contrachapado) de madera y la humedad había degradado el adhesivo que mantenía unidas las capas que la conectaban con el fuselaje causando que se debilitara, lo que permitió que el ala se separara. El accidente provocó cambios significativos en la seguridad de los aviones y en la industria aeronáutica, y tuvo importancia cultural debido a la muerte de Rockne y a la percepción pública de la seguridad de las aeronaves.
El accidente, ("Rockne Crash" como se le denomina), produjo cambios radicales en la normativa aérea estadounidense, sus operaciones y aeronaves, los avances en el diseño de aeronaves y el desarrollo, y las prácticas de la industria aérea. El resultado fue una mejora fundamental en las normas de seguridad de las aerolíneas, la rentabilidad y popularidad.
Después conocerse los resultados de la investigación del accidente, la División de Aeronáutica del Departamento de Comercio de los EE. UU, impuso estrictas restricciones al uso de alas de madera en aviones de pasajeros. La compañía Boeing desarrolló como respuesta, el Boeing 247 , un monoplano bimotor de construcción totalmente  metálica, con tren de aterrizaje retráctil, aunque, como era de esperar, su capacidad de producción se reservó prioritariamente para satisfacer las necesidades de United Airlines , parte del poderoso holding United Aircraft and Transport Corporation de la que también era una compañía englobada en las numerosas United Equipment Companies, la firma Boeing Airplane Company .
Desarrollo
Cuando TWA, ante la necesidad imperiosa de reemplazar sus aviones Fokker de línea, se encontró con que estaba detrás de United Air Lines en la lista de espera de los Boeing 247, emitió unas especificaciones que presentó a la industria aeronáutica norteamericana en agosto de 1932; entre otras características solicitadas destacaban:
- Las alas debían ser de estructura y revestimiento metálicas
- Tren de aterrizaje retráctil
- Capaz de mantenerse en vuelo aunque uno de sus motores fallase
- Capacidad de no menos de 12 plazas de pasaje
- Capaz de volar 1080 mi (1740 km) a 150 mph (242 km/h).

La parte más exigente de la especificación era que el avión tendría que ser capaz de despegar con seguridad desde cualquier aeropuerto en las rutas principales de TWA (y en particular Albuquerque, a gran altitud y con temperaturas veraniegas severas) con un motor averiado.
La compañía Douglas Aircraft Company, a cuyo frente estaba el pionero de la aviación Donald Douglas, respondió a dicha especificación en el término de dos semanas, y el 20 de noviembre se firmó un contrato, después de que D. Douglas lograra convencer al consejero técnico de TWA, Charles Lindbergh, de que las prestaciones que se solicitaban podrían conseguirse sin riesgos con un bimotor; con la salvedad que de interesar el prototipo, solo podría iniciarse la producción con pedidos por un montante mínimo de 100 aparatos, dadas las expectativas de costes que conllevarían iniciar la fabricación. Donald Douglas afirmó en 1935 que el diseño y la construcción del DC-1 costaron 325000 dólares.
El prototipo, que se identificó como Douglas DC-1 (Douglas Commercial) estuvo terminado el 22 de junio de 1933, y realizó su vuelo inaugural el 1 de julio; el aparato, era un avión totalmente metálico, de ala baja y propulsado por dos motores Wright R-1820 Cyclone; con una capacidad para 12 pasajeros, dos tripulantes y un ingeniero de vuelo; el avión desarrollado excedió las especificaciones solicitadas por TWA; estaba insonorizado y climatizado y era capaz de continuar volando con un único motor y realizar un aterrizaje controlado.
Durante seis meses el avión nombrado, City of Los Ángeles, realizó más de 200 vuelos de prueba. De este modo demostró su superioridad sobre el Ford Trimotor y los diferentes modelos trimotores de Fokker, los aviones de pasajeros más utilizados en aquella época. El DC-1 también superó a su competidor de construcción metálica, el Boeing 247.
A principios de diciembre de 1933, el DC-1 pasó oficialmente a ser propiedad de TWA. El avión realizó varios vuelos no regulares y postales, pero se utilizó principalmente para pruebas posteriores. TWA prestó el DC-1 a la National Aeronautical Association en 1935 para intentar batir récords en velocidad, distancia y carga útil. Para ello, se volvieron a instalar motores radiales Wright SGR-1820 Cyclone 9 más potentes. El avión también recibió tanques de combustible más grandes. Logró batir 8 récords mundiales y 14 récords norteamericanos.
Este aparato cruzó los Estados Unidos de costa a costa (Oeste - Este) en un vuelo récord de 13 horas, 4 minutos, que se efectuó en la noche del 18 al 19 de febrero de 1934, en la ruta Los Ángeles - Kansas City - Columbus - Newark , como protesta a la inminente cancelación de los contratos postales a aerolíneas privadas y su transferencia al Cuerpo Aéreo del Ejército de los Estados Unidos -lo cual, a la larga, resultó un fiasco-.
El DC-1 en España
El prototipo DC-1 nunca entró en servicio regular, sino que TWA lo utilizó con fines promocionales, que incluyeron el vuelo récord arriba citado. En enero de 1936, TWA se deshizo del DC-1. El nuevo propietario era el multimillonario Howard Hughes que lo adquiere para su "vuelo alrededor del mundo en cuatro días"; sin embargo, sus preferencias finalmente se decantaron por el Lockheed L-14 Super Electra y el avión en mayo de 1938 es vendido al aristócrata escocés Atholl Laurence Cunyngham, 21º Lord Forbes, y se matriculó G-AFIF, y tras el mantenimiento por parte de KLM en Schiphol fue transferido en junio de ese año a la Société Française des Transports Aériens; ésta en realidad, era una "sociedad tapadera" ficticia, ya que actuaba como agente de compras del gobierno de la Segunda República española a través de la cual pasó hacia noviembre de ese año, a la zona republicana española. Matriculado EC-AGN, este aparato acabó encuadrado en la aerolínea estatal Líneas Aéreas Postales Españolas LAPE.
Tras participar en la Guerra Civil sirviendo en diversos cometidos en el bando gubernamental, en los últimos días de la guerra voló a Francia, donde fue internado, para más tarde ser devuelto en abril de 1939 a España por las autoridades francesas, siendo encuadrado en el recién creado Ejército del Aire con el numeral 42-6 para después ser transferido a la compañía Tráfico Aéreo Español TAE (antecesora de Iberia Líneas Aéreas de España), matriculado EC-AAE con el nombre de Manuel Negrón en cuyo servicio se accidentó en diciembre de 1941 a causa de un aterrizaje de emergencia en el aeródromo de El Rompedizo en Málaga.
Entretanto, TWA había firmado un contrato inicial por 25 aviones de serie, cuya principal, aunque no única diferencia con el DC-1 radicaba en que tenían motores más potentes y el fuselaje alargado en 0,61 m a fin de acomodar a 14 pasajeros. Estos cambios estructurales condujeron a la nueva denominación DC-2, forma en la que el tipo fue rápidamente adoptado por numerosas líneas aéreas de Estados Unidos y Europa.

## Especificaciones técnicas

### Características generales
- Tripulación: 3 (dos pilotos e ingeniero de vuelo)
- Capacidad: 12
- Longitud: 18,28 m
- Envergadura: 25,91 m
- Altura: 4,88 m
- Superficie alar: 87.5 m²
- Perfil alar: raíz: NACA 2215; punta: NACA 2209
- Peso vacío: 5343 kg
- Peso máximo al despegue: 7938 kg
- Planta motriz: 2× motor radial de nueve cilindros refrigerado por aire Wright SGR-1820-F3 Cyclone 9.
  - Potencia: 529 kW (729 HP; 719 CV) cada uno.
- Hélices: Tripala metálica de paso variable

### Rendimiento
- Velocidad máxima operativa (Vno): 340 km/h (211 MPH; 184 kt)
- Velocidad crucero (Vc): 310 km/h (193 MPH; 167 kt) a 2400 m (8000 pies)
- Alcance: 1600 km (864 nmi; 994 mi)
- Techo de vuelo: 7000 m (22 966 ft)

## Aeronaves relacionadas

### Desarrollos relacionados
- Douglas DC-2
- Douglas DC-3

### Aeronaves similares
- Bloch MB.220
- Breguet 470 Fulgur
- Lockheed Modelo 10 Electra
- Boeing 247
- Fiat G.18

### Secuencias de designación
- Aviones comerciales de Douglas Aircraft Company: Dolphin - DC-1 - DC-2 - DC-3 - DC-4 - DC-4E - DC-5 - DC-6 - DC-7 - DC-8 - DC-9 - DC-10
- Secuencia Numérica (Aeronaves del Ejército del Aire español, 1939-1945): ← 39 - 40 - 41 - 42 (I) - 42 (II) - 42 (III) - 42 (IV) →